# Río Anguera
El río Anguera es un curso de agua del noreste de la península ibérica, afluente por la izquierda del Francolí. Discurre por la provincia española de Tarragona.

## Curso
Nace cerca de Sarral y es un afluente por la izquierda del Francolí, en el que desagua cerca de Montblanch. Su curso se encuentra íntegramente dentro la Cuenca de Barberá. Es un río de caudal irregular, pero al mismo tiempo es considerado como uno de los ríos de Cataluña biológicamente mejor  conservados y equilibrados.
El río nace aproximadamente un kilómetro al sur de Sarral, junto a la carretera TP-2311 (Pla de Santa María - Sarral), de la unión de diversas zanjas y barrancos que bajan de la sierra de Comaverd, que separa la Cuenca de Barberá del Alto Campo. Empieza su recorrido en dirección noroeste y, cerca de Ollers, toma dirección suroeste y recoge las aguas del río Vallverd, pasa por las afueras de Pira, donde forma una garganta, atraviesa la carretera T-242 y, cerca de la Guardia de los Prats, atraviesa la carretera C-241. Sigue en dirección sur|travesía|traviesa la autopista AP-2 (E90), la carretera de Prenafeta y la variante A-27, y finalmente desagua al Francolí en el término de Montblanch.
Aparece descrito en el segundo volumen del Diccionario geográfico-estadístico-histórico de España y sus posesiones de Ultramar de Pascual Madoz de la siguiente manera: 

ANGUERA: r. de la prov. de Tarragona, part. jud. de Montblanch; se forma de las aguas llovedizas que se desprenden de los montes de Forés, Vallvert, y parte de la montaña de San Miguel: en su direccion de N. á SO. se engruesa con las de varios manantiales, pasa junto á Sarreal, cuyas huertas fertiliza, y á corta dist. de Barbará; sigue despues tocando el arranque de la colina en que está sit. el pueblo de Pila, llevando por alli tan profundo el cáuce, que no pueden aprovecharse sus aguas para el riego: cambia aqui su curso hasta aproximarse á 1/2 hora del l. de Guardia del Prats; vuelve luego su direccion hacia Montblanch; riega este térm. y sin salir de él pierde su nombre, confluyendo con el r. Francoli, muy cerca de un puente conocido con el nombre de la Fusta.
(Madoz, 1845, p. 313)